# Gunnar Tallberg
Gunnar Tallberg (Hèlsinki, 23 de desembre de 1881 - Hèlsinki, 27 d'agost de 1931) va ser un regatista finlandès que va competir a començaments del segle xx. Era germà de Bertil Tallberg.
El 1912 va prendre part en els Jocs Olímpics d'Estocolm, on va guanyar la medalla de bronze en la categoria de 8 metres del programa de vela. Tallberg navegà a bord del Lucky Girl junt a Arthur Ahnger, Emil Lindh, Bertil Tallberg i Georg Westling.